# Tigui Camara
Pour les articles homonymes, voir Camara.
Tigui Camara, de son vrai nom Tiguidanké Camara, née le 6 juillet 1975 à Conakry en république de Guinée, est une personnalité politique et entrepreneur minier américano-guinéenne.
Propriétaire du conglomérat Tigui Holdings,, présidente directrice générale de Tigui Minning Group et membre de l’association Women in Mining International,.

## Biographie et études

### Origines

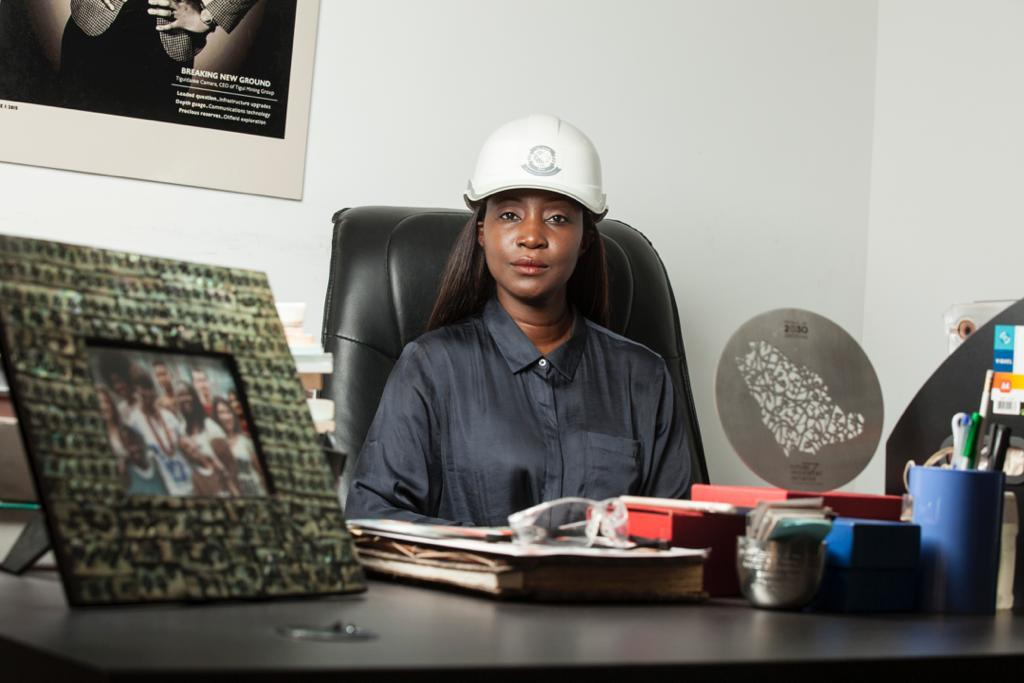

Née à Conakry en 1975, Tigui Camara est la filles du magistrat et homme politique guinéen Mohamed Mounir Camara et de M'mah Camara, administratrice civile. elle est l’aînée d’une fratrie de 8 enfants dont Zakiou Deen Camara (Oudy 1er), Seriane Camara, Ahmed Sekou Camara, Mariama Mounir Camara et Assaita Mounir Belgrade Camara.

### études
Tigui a commencer ses études à Labé, avant de rejoindre Conakry, d'abord à l'école primaire Aviation de Gbessia jusqu'à l'obtention du certificat d'étude primaire  (CEP).
Elle rejoint le lycée Sainte Marie de la 7eme année en terminale pour le BAC 1 et le lycée Filira de Boké pour le BAC 2.
Tigui camara poursuivre ses études de management à l'école supérieure de management, d'informatique et de télécommunication du Maroc d'où elle est diplômer d'un Bachelor en gestion d'entreprise.

## Carrière
Après ses études, elle se consacre au mannequinat et elle travaille en tant que gérante pour les maisons Thomas Pink et Bonpoint à New York aux États-Unis avant de se lancer dans les mines a l’âge de 22 ans. Avec la (CDGTN)  Camara Diamond & Gold Trading Network sa  première société minière enregistrée en 2008 et détentrice des licences guinéennes d’or et de diamants respectivement en 2009 et 2010. En 2012, elle créa Tigui Mining Groupe (TMG) et sa filiale en Côte d’Ivoire en 2015 sous Tigui Mining Group Côte d’Ivoire (TMG CI). En 2018 elle crée le conglomérat Tigui Holdings avec 18 compagnies et 8 marques. Elles est l'une des rares femmes à posséder une entreprise minière en Afrique de l'Ouest.
En 2016, elle devient membre Choiseul[réf. à confirmer]. Tigui est membre du programme du PNUD, AFrican Influencers For Development (AI4DEV) supergroup, membre du groupement Afrochampions[réf. à confirmer], Ambassadrice de WED ( Women’s  Entrepreneurship Day), membre de WIM Intl ( Women in Mining),
En avril 2023, elle participe en tant qu'oratrice au forum Forbes Under 30 au Botswana.

### Parcours politique
En 2011, Tigui Camara devient  membre du parti Guinée pour tous (GPT) de Dr Kassory Fofana, directrice de la communication du parti puis de 2011 en 2013 conseillère spéciale du Parti. Avant de devenir la présidente de l'Alliance guinéenne pour le développement (AGD) de son père Mohamed Mounir Camara en 2015, et ceux pendant sept ans avant d'être remplacer lors de l'assemblée général du parti par son petit frère Ahmed Sékou Camara le 20 septembre 2021. De 2020 à 2022, elle est deputy prime minister of African Kingdoms Federation (AKF).

### Tigui Mining Group
Tigui Camara fonde en 2009 une société minière spécialisée dans l’extraction du diamant et de l’or.
Aujourd’hui sa compagnie, Tigui Mining Group (TMG), regroupe la filiale Camara Diamond & Gold Trading Network (CDGTN), elle est implantée en Guinée et Côte d'Ivoire,.

## Vie privée
Tigui Mounir Camara est mariée et mère de deux enfants des jumeaux dont un garçon Mohamed Mounir Jr Sakho et d'une fille Hawa Ben Sakho de son premier mariage. Avant de ce remariée le 9 Juillet 2019.

## Prix et reconnaissances
- 2019 : Classée parmi les 100 entrepreneurs les plus influents de 2019 par le magazine Financial Afrique;
- 2017 : Le classement Jeune Afrique des 50 femmes d’affaires les plus influentes du continent[14].
- 2016 : Celd women hall of fame
- 2020 : AFrican Women leader of the year 2020[15].

## Galerie

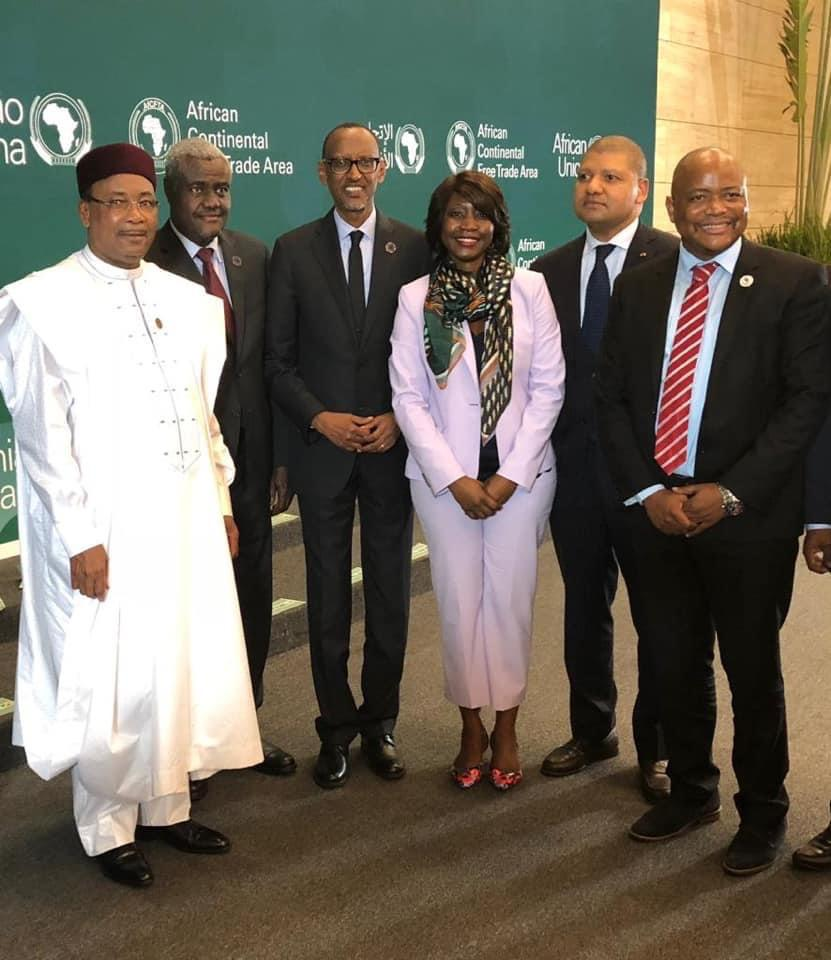
Mahamadou Issoufou, Paul Kagame, Tigui Camara au sommet de Kigali
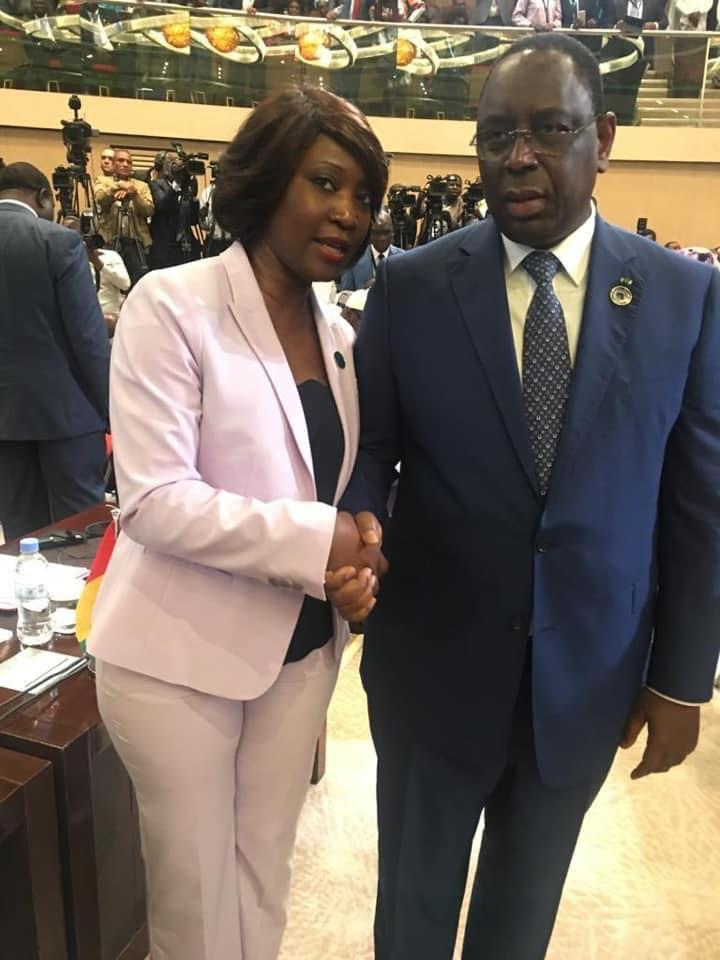
Tigui Camara et Macky Sall au sommet de Kigali
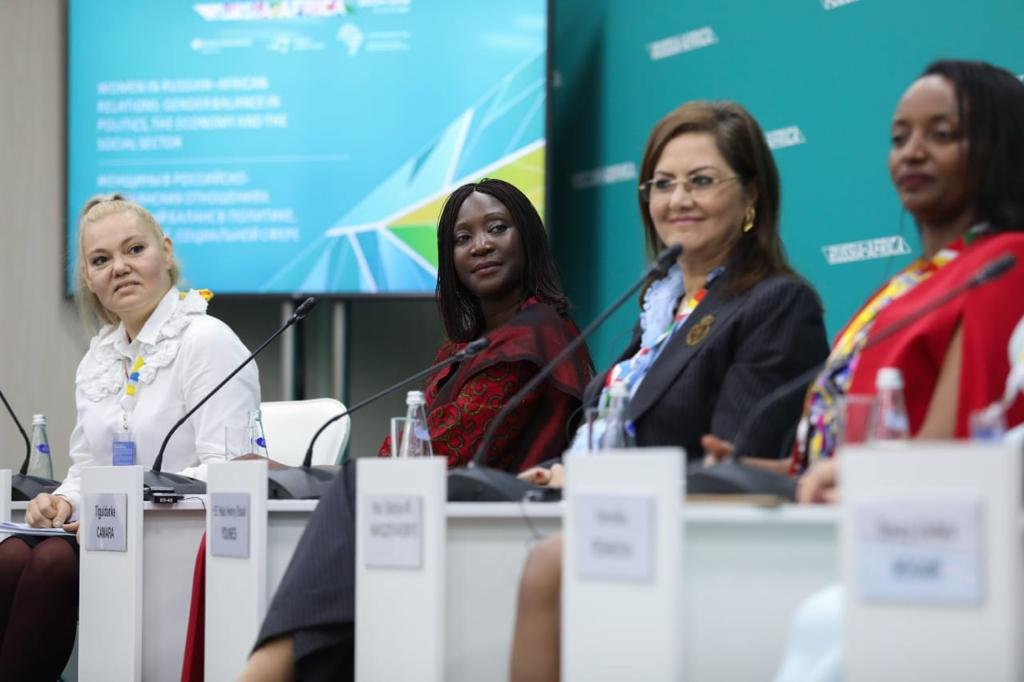